# Stefan Haas (Ingenieur)

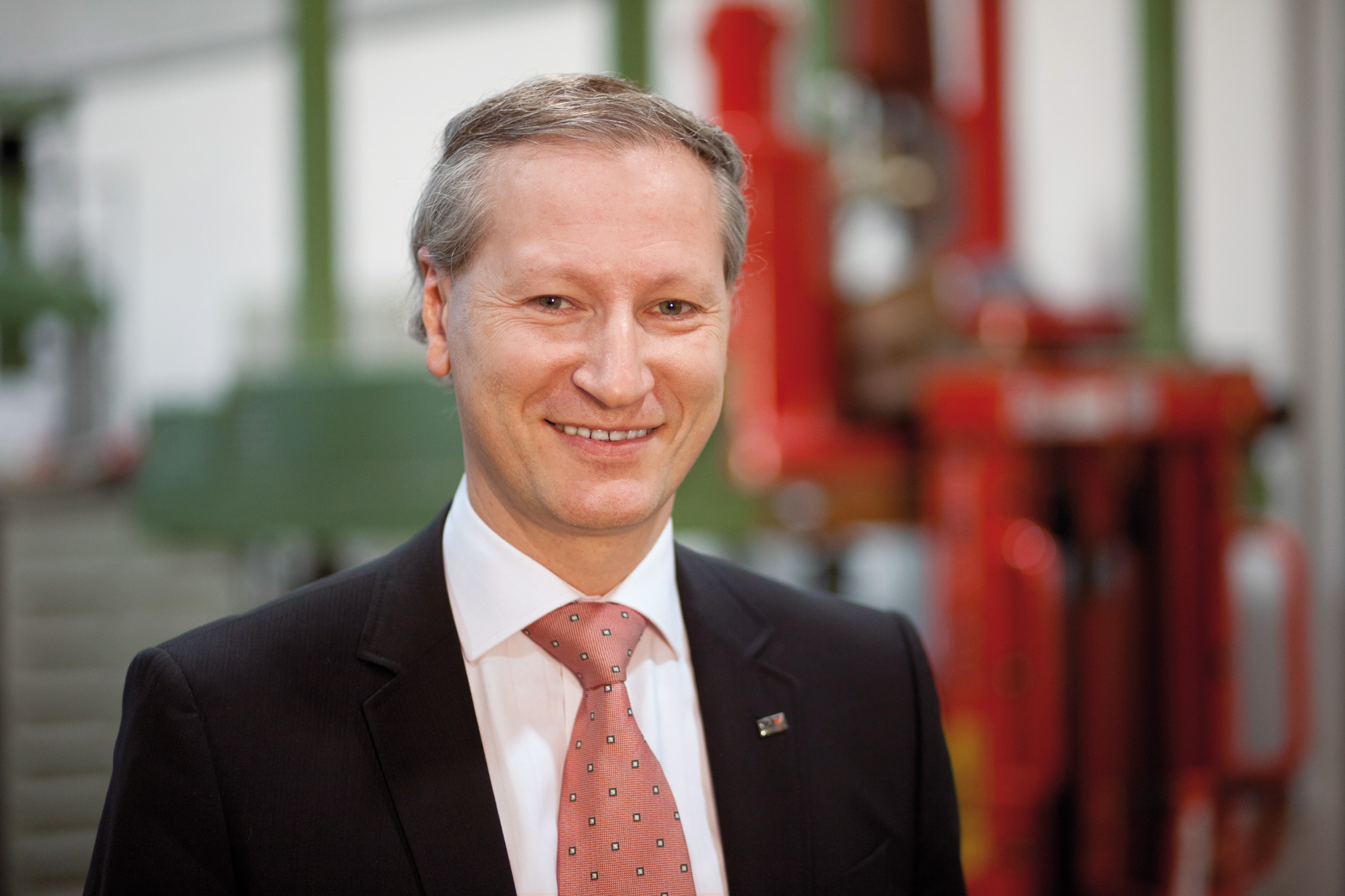
Stefan Haas

Stefan Haas (* 18. Februar 1965 in Wien) ist ein österreichischer Maschinenbauingenieur und Manager. Er ist seit 1. März 2013 Vorsitzender des Vorstands (CEO) der TÜV AUSTRIA Holding AG, Mitglied des Präsidialrats von Austrian Standards International und TIC Council Vice-President.

## Werdegang
Nach dem Realgymnasium und der HTL in Mödling studierte Stefan Haas Maschinenbau an der Technischen Universität Wien. Während des Studiums arbeitete er als Universitätsassistent am Institut für Strömungsmechanik und Wärmeübertragung und der Technischen Universität Wien.
1994 schloss Haas das Studium mit dem Doktorat der technischen Wissenschaften mit Auszeichnung ab.
Nach einer dreijährigen Tätigkeit als Projektmanager der Christian Doppler Forschungsgesellschaft (sic) wechselte er 1997 zur Knorr Bremse GmbH. Dort war er zunächst Projektmanager, dann Leiter eines Entwicklungsteams und Division Manager. Mehrere Jahre arbeitete Haas als Geschäftsführer der Knorr Bremse Austria GmbH in Mödling und als Vice President für Innovation & Technologie in der Konzernzentrale in München.
Der gebürtige Perchtoldsdorfer hat für seine Forschungs- und Entwicklungsarbeiten mehrere nationale und internationale Auszeichnungen erhalten, insbesondere für die Entwicklung einer linearen Wirbelstrombremse den Innovationspreis des Landes Niederösterreich und 2011 dem European Railway Award.
Stefan Haas ist verheiratet und Vater von drei erwachsenen Töchtern.

## Tätigkeiten, Projekte als Universitätsassistent
Als Universitätsassistent lehrte Stefan Haas Thermodynamik, Ein- und Mehrphasenströmungen sowie Wärme- und Stoffübertragung.
Er ist Co-Autor eines Repetitoriums für Thermodynamik (Oldenbourg Verlag), das seit Jahren als Lehrbuch an verschiedenen Universitäten verwendet wird.
Seine Forschungstätigkeit liegt auf dem Gebiet der stark beschleunigten Strömungen sowie der asymptotischen Theorie turbulenter Strömungen.